# Chapelle Notre-Dame-de-la-Vie
Pour les articles homonymes, voir Chapelle Notre-Dame.
La chapelle Notre-Dame-de-la-Vie, ou sanctuaire Notre-Dame-de-la-Vie, est située  dans la Vallée des Belleville sur la commune nouvelle Les Belleville et plus précisément sur la commune déléguée de Saint-Martin-de-Belleville. Elle a été construite en 1633 et 1680.
La chapelle fait l'objet d’un classement au titre des monuments historiques depuis le 12 février 1949.

## Historique
Le sanctuaire Notre-Dame-de-la-Vie est un haut lieu à la fois touristique et religieux. Édifié au XVIIe siècle, il est devenu un site incontournable de la vallée des Belleville et visité par des milliers de personnes chaque année.
C'est une des étapes de l'itinéraire culturel appelé les Chemins du Baroque qui emmènent à la découverte du patrimoine de l'Art baroque savoyard et de la vie des communautés de montagne de cette époque.
Durant les XVIIe et XVIIIe siècles, les Pays de Savoie sont restés un véritable bastion catholique face aux régions voisines réformées  proches de la cité de Genève, devenue la "Rome protestante". Le renouveau religieux qu'initia le Concile de Trente permit de laisser s’exprimer dans les églises toutes les techniques de l’art baroque. Sculpture, dorure et polychromie, parfaitement maîtrisées par des artistes piémontais, s’emparèrent des églises et chapelles pour en transformer le décor. Les retables, dont celui du maître-autel de Saint-Martin, en sont l’expression la plus exubérante.

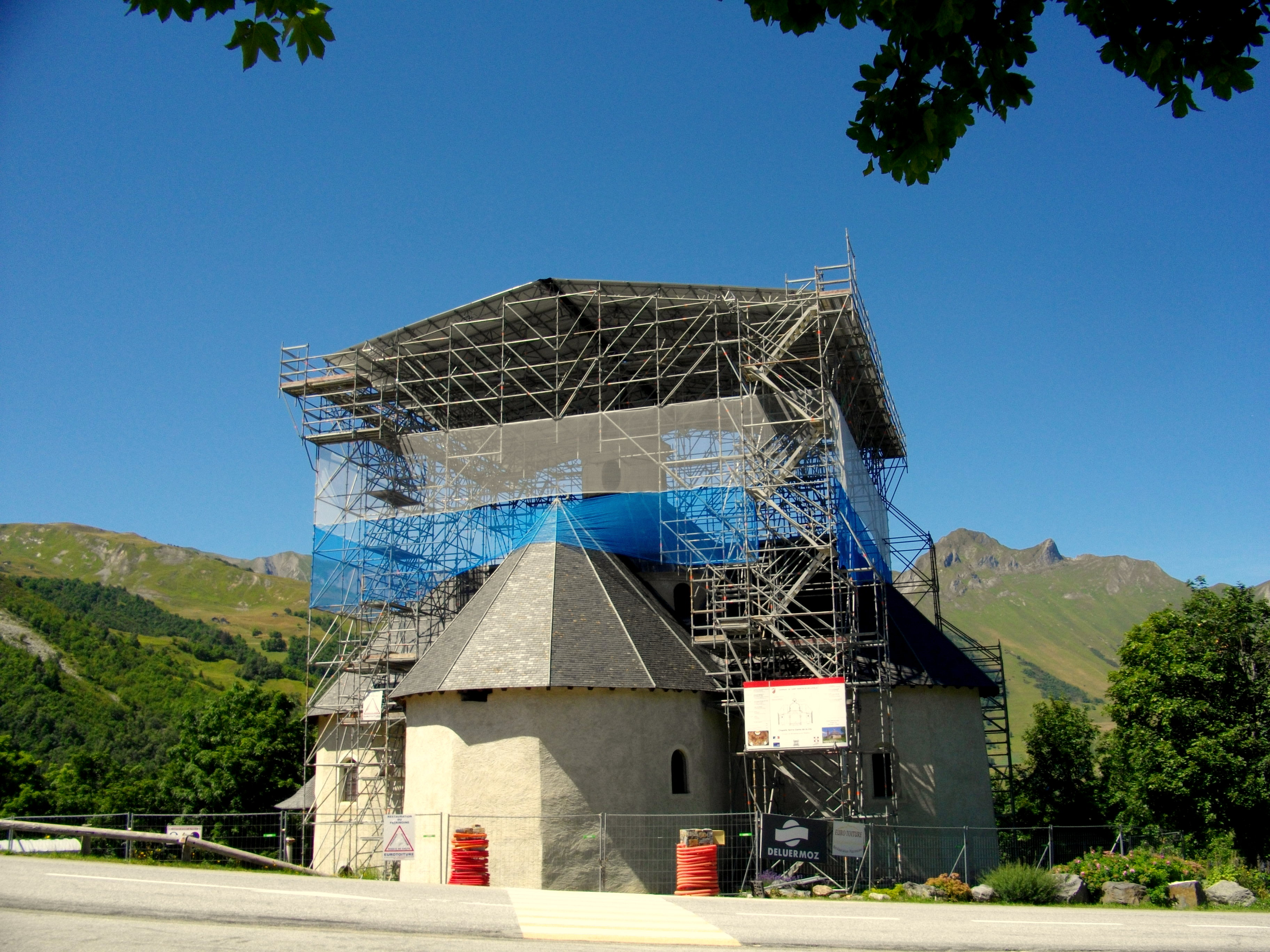
Travaux de restauration

## Architecture
La chapelle est construite en forme de croix grecque avec un dôme central et trois chapelle polygonales rayonnantes. Le sanctuaire est aussi doté de trois retables (dont un datant de 1636, considéré comme le plus ancien de Tarentaise).

## Restauration
Une restauration actuelle porte sur la consolidation de la croisée du transept comportant la coupole, les arcs et les piliers.

## Sanctuaire à répit
La solution des limbes (limbus puerorum), inventée pour adoucir un dogme qui vouait des enfants à l’Enfer, devint insupportable puisque l'innocent ne pourrait jamais entrer en Paradis. De plus un clergé rigoriste ne permettrait pas aux mort-nés d'être baptisés ou enterrés en terre consacrée. D'où la nécessité des sanctuaires à répit, où le petit défunt était porté en toute hâte. Parrain et marraine le posaient sur l'autel et priaient pour qu'il reprît vie un instant afin qu'un prêtre effectuât le baptême et que son âme s'en fût au paradis. 
Ce fut le cas à Saint-Martin-de-Belleville, où une ancienne déesse de pierre liée à une source sacrée et remontant au néolithique drainait vers elle, depuis des siècles, des milliers de gens venus là pour boire ses eaux, faire des ablutions, et demander guérison et autres bienfaits. Elle fut christianisée sous le vocable de Notre-Dame-de-la-Vie. Il n'en fallut pas plus pour que l'antique lieu de culte devînt donc, à la fin du Moyen-Âge, un sanctuaire à répit, qui permettait de faire revivre miraculeusement les bébés mort-nés ou les nouveau-nés décédés avant d'être baptisés. Ce fut au cours des années 1600 que cette pratique culmina, comme l'attestent les procès-verbaux. Un témoignage de 1664 dit que le curé a déclaré que le bébé a été vu en train d'ouvrir sa bouche et son poing et que cela a permis de le baptiser en prononçant la formule Si vous êtes en vie, je vous baptise.
Mais le clergé, assez réticent face à de telles pratiques, déplaça la déesse de sa position d'origine, pour l'intégrer dans le mur de fondation de la plus récente des chapelles. Cela n'empêcha point Notre-Dame-de-la-Vie à continuer de recevoir les dévotions des Savoyards. Son culte culmina jusqu'au XVIIIe siècle. Dans cette période, des dizaines de peintures murales ont été peintes dans la chapelle, illustrant des histoires de guérisons miraculeuses de Notre-Dame-de-la-Vie. Un témoin oculaire de 1930 décrit l'un des pèlerinages annuels au sanctuaire. Il a vu les femmes mettre des draps propres à tremper dans l'eau et éponger leurs visages, les yeux et les seins. Mais les autorités ecclésiastiques durent attendre 1960 pour enlever définitivement l'antique statue de sa place et la mettre à l'abri des dévotions dans une galerie couverte et fermée de l'église.